# Maybach 57 e 62
Os Maybach 57 (chassi nº W240) e Maybach 62 (chassi nº V240) representaram os primeiros modelos de automóveis da ressuscitada marca Maybach, após seu renascimento pela DaimlerChrysler AG (agora Mercedes-Benz Group AG). Esses modelos foram derivados do carro-conceito Mercedes-Benz Maybach, que foi apresentado no Salão Automóvel de Tóquio de 1997, e lançados em abril de 2002. O carro-conceito tinha como base a plataforma do sedã da classe S da Mercedes-Benz W140, uma característica compartilhada com os modelos de produção. Em 2008, o Índice de Status de Marca de Luxo classificou o Maybach como o primeiro colocado, superando a Rolls-Royce e a Bentley. Entretanto, devido às contínuas perdas financeiras da marca, os modelos cessaram a produção em fevereiro de 2013, com as vendas representando apenas um quinto do volume dos modelos lucrativos da Rolls-Royce.

## História
Wilhelm Maybach foi um engenheiro que colaborou com Gottlieb Daimler no projeto de motores de combustão, resultando na construção do primeiro automóvel Daimler-Maybach em 1889. Ao longo do tempo, o nome Maybach evoluiu para se tornar uma marca de automóveis conhecida por seus modelos geralmente grandes, potentes e luxuosos. Um exemplo notável foi o Maybach Zeppelin DS 8 Cabriolet, construído em 1929, que apresentava seções laterais totalmente rebaixáveis para possibilitar seu uso como carro de desfile. Em 1998, a BMW AG, concorrente da DaimlerChrysler AG, adquiriu a marca Rolls-Royce, conhecida por seus veículos ultraluxuosos. Posteriormente, a marca Maybach foi reintroduzida em 2002 com o objetivo de competir diretamente com o principal veículo da BMW, o Rolls-Royce Phantom.

## Projeto
Ambos os modelos Maybach são variantes do mesmo automóvel ultraluxuoso, sendo que os números dos modelos refletem os respectivos comprimentos dos veículos em decímetros. É mais provável que o Maybach 57 seja conduzido pelo proprietário, enquanto o Maybach 62, sendo mais longo, foi projetado com um motorista em mente.

### Características
Os equipamentos padrão de todos os modelos incluem, mas não se limitam a: sistema de navegação com reconhecimento de voz; guarda-sol traseiro elétrico; sistema de entretenimento DVD no banco traseiro; filtro de ar interno; massagem nos bancos dianteiros e traseiros; sistema de som premium Bose com 21 alto-falantes; volante de madeira envolto em couro com aquecimento telescópico/inclinação elétrica, controles de rádio e temperatura; abertura/fechamento elétrico do porta-malas; rádio AM/FM ativado por voz com trocador de CD para 6 discos; partida sem chave; aquecimento nos bancos dianteiros e traseiros; bancos dianteiros refrigerados; controle de cruzeiro adaptativo; estofamento em couro premium; bancos dianteiros elétricos com 18 ajustes; bancos traseiros elétricos com 14 ajustes; porta-copos aquecidos; refrigerador traseiro de bebidas; bandejas de mesa dobráveis traseiras; câmera de visão traseira; portas pneumáticas com fechamento suave; adaptador para iPod; conexão de celular sem fio; indicador de temperatura externa; abridor universal de porta de garagem.

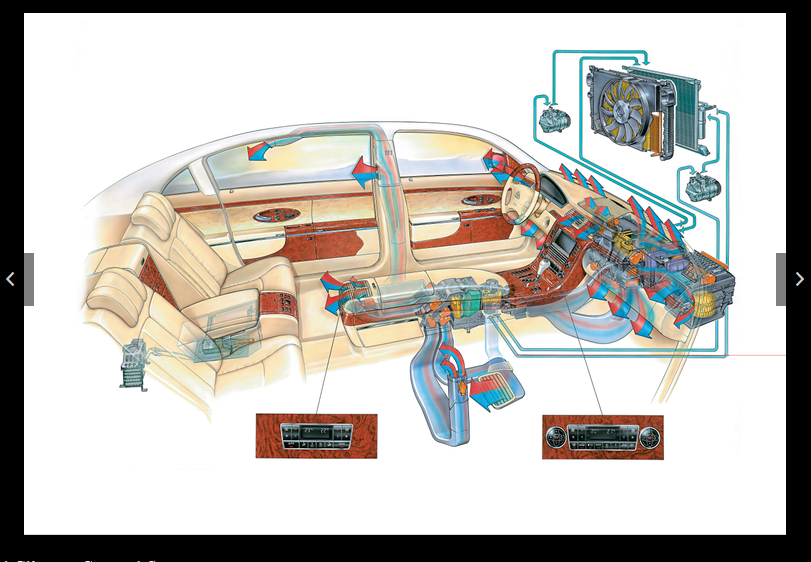
Controle climático duplo

Cada Maybach possui dois sistemas de controle climático, um destinado ao compartimento dianteiro e outro ao traseiro. Cada um pode ser programado e operado de maneira independente, proporcionando um controle climático de quatro zonas.
Uma versão aprimorada do sistema de suspensão pneumática da Mercedes, denominada AirMatic Dual Control, é de série, apresentando molas pneumáticas complementadas por um sistema adicional de ajuste da taxa de mola com amortecimento adaptativo.
As opções disponíveis para o Maybach 62 e 62S incluem: bancos traseiros elétricos com 18 posições (em substituição aos 14 posições padrão); guarda-sóis laterais elétricos; bancos traseiros refrigerados; fones de ouvido sem fio; teto solar panorâmico elétrico eletrocrômico (em substituição ao teto solar elétrico); e controles de navegação montados no volante.
A empresa ofereceu diversas opções para que os clientes pudessem personalizar seus veículos, proporcionando uma variedade de combinações de equipamentos.

## Introdução
Em 26 de junho de 2002, um Maybach 62 foi transportado em uma caixa de vidro a bordo do Queen Elizabeth 2, partindo de Southampton, Inglaterra, com destino à cidade de Nova Iorque. Durante a viagem, a mídia e os funcionários da empresa desfrutaram das luxuosas suítes a bordo. O navio chegou a Nova York em 2 de julho, sendo recebido por jatos d'água de bombeiros e uma escolta de barcos a motor. Um helicóptero foi utilizado para retirar o carro do navio e posicioná-lo em um cais, de onde foi conduzido até o Regent Hotel, localizado em Wall Street.

## Variantes

### Maybach 57
O Maybach 57 é a designação básica. 1.104 unidades produzidas.

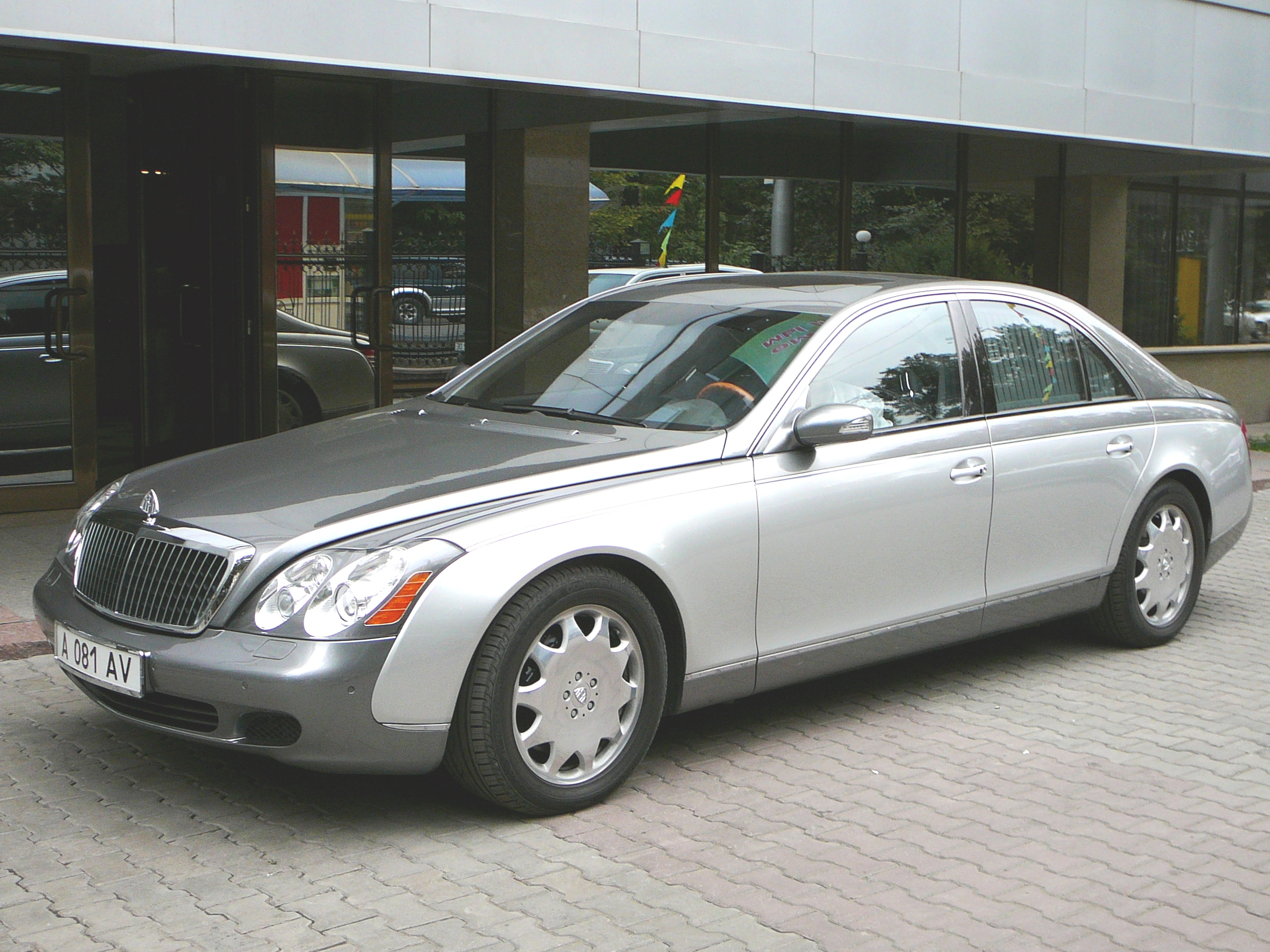
Maybach 57
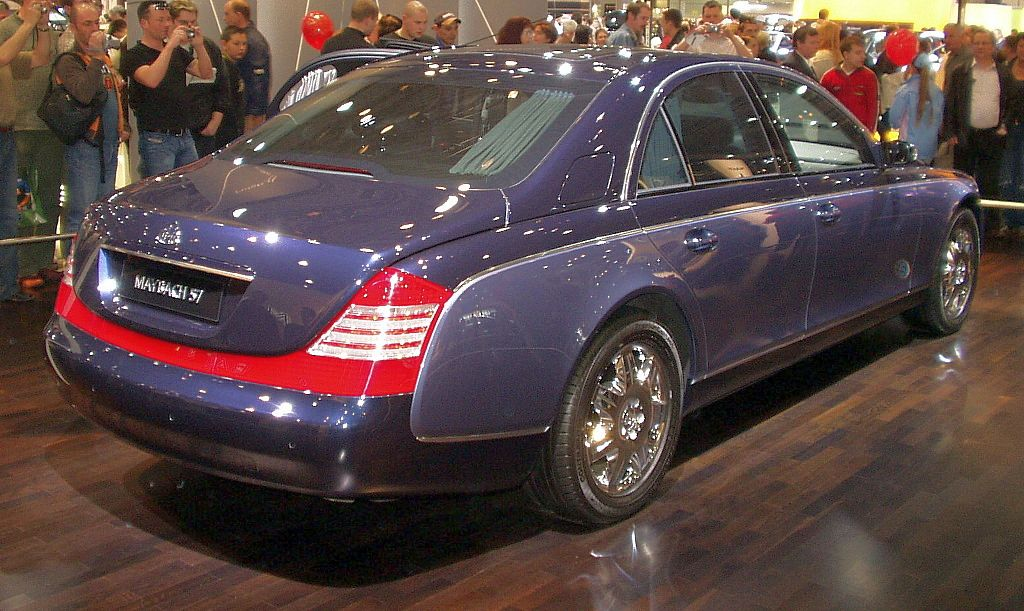
Visão traseira

### Maybach 57 S
A Daimler apresentou o Maybach 57 S no Salão Automóvel de Genebra de 2005, onde o "S" representa "Spezial". Este modelo incorpora uma versão de 6,0 litros do motor V12 fabricado pela Mercedes-AMG. Com uma potência de 612 PS (450 kW; 612 PS; 604 hp) e torque significativo, o veículo é capaz de acelerar para 60 milhas por hora (97 km/h) em menos de cinco segundos. Além disso, ele possui uma altura de condução reduzida em 0,5 polegadas (13 mm) quando equipado com rodas de 20 polegadas. A estreia na América do Norte ocorreu no Salão do Automóvel de Los Angeles em janeiro de 2006. Foram produzidas 503 unidades, com uma versão de facelift lançada em 2010, totalizando 164 unidades.

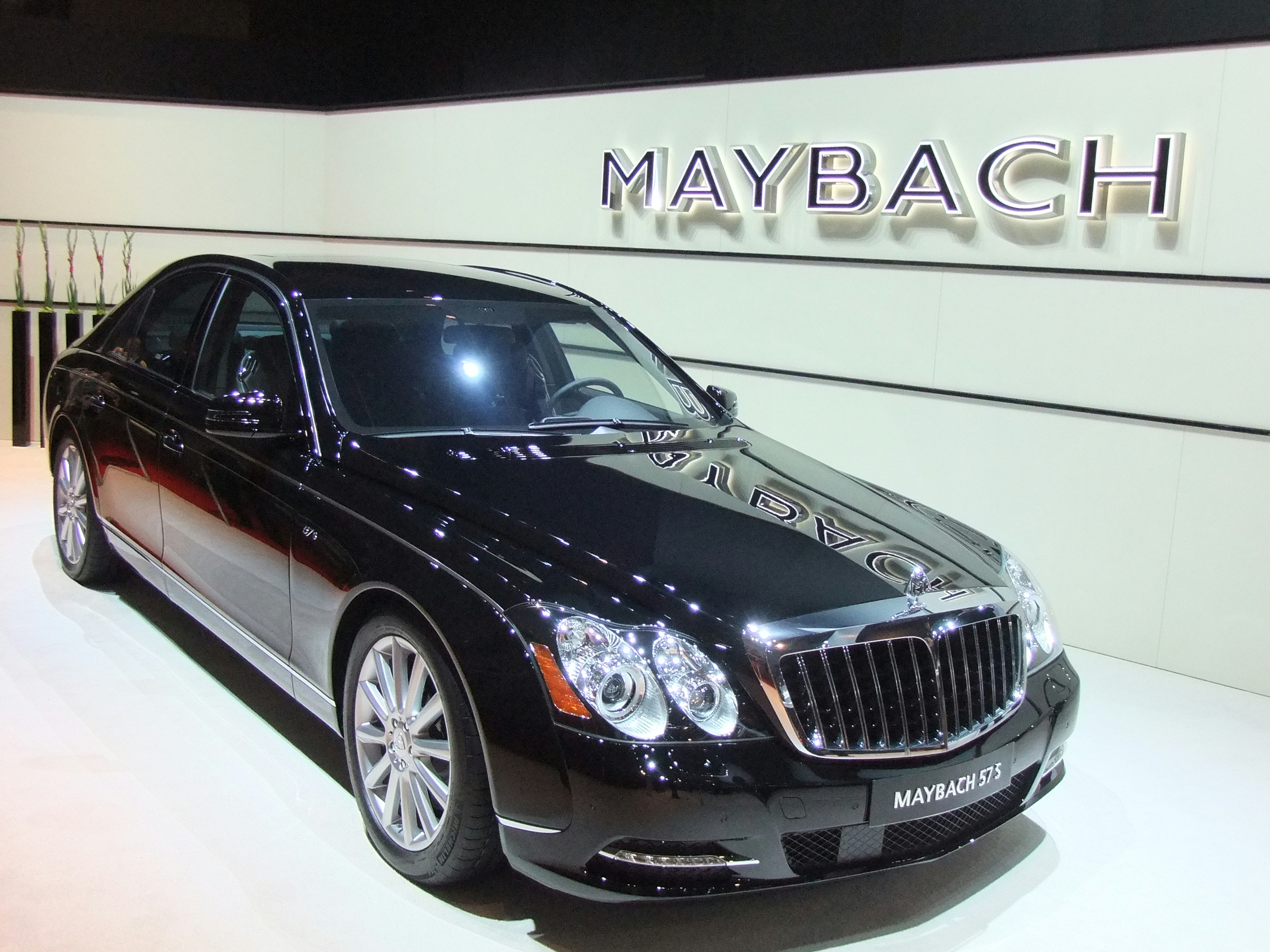
Maybach 57 S
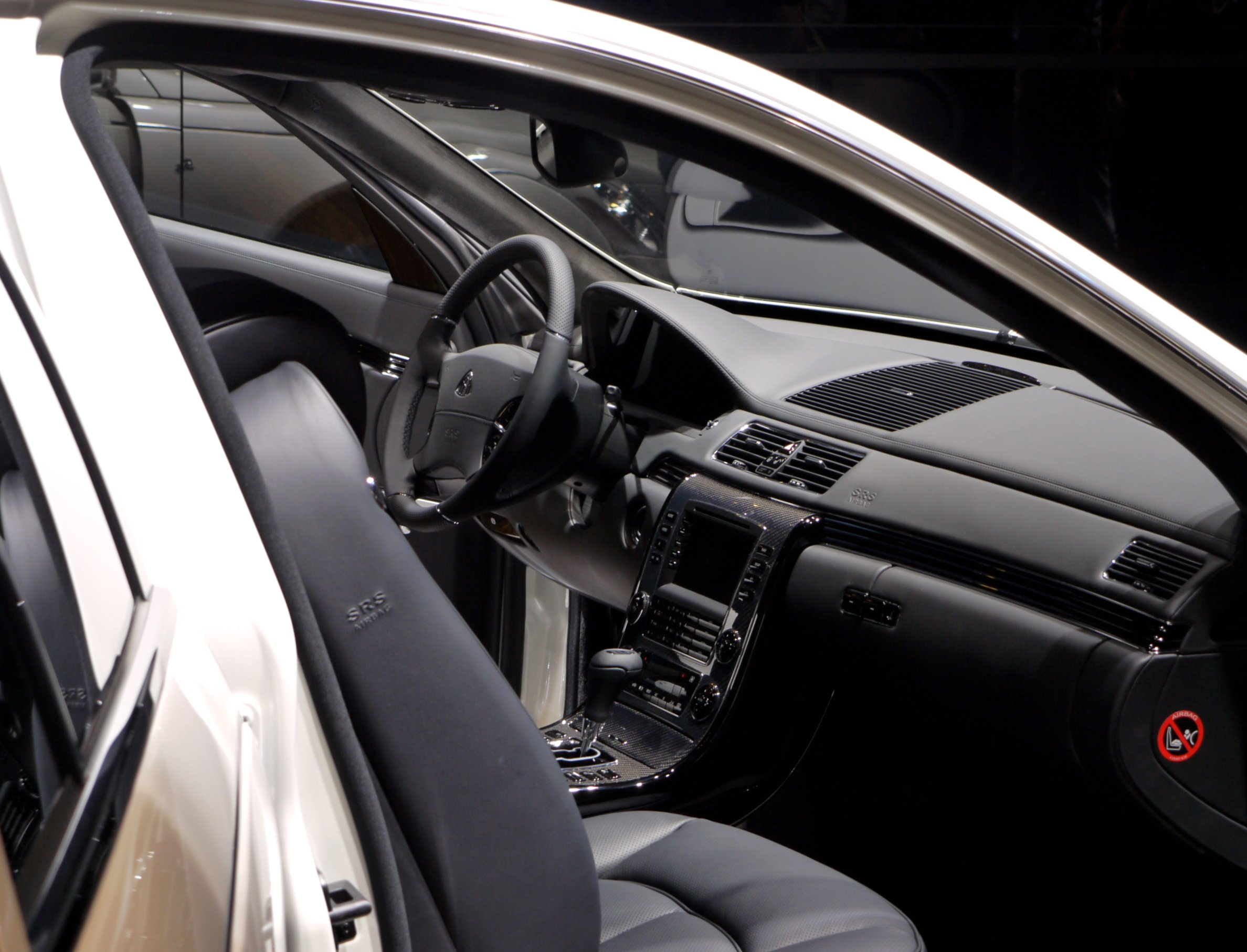
Interior do compartimento frontal
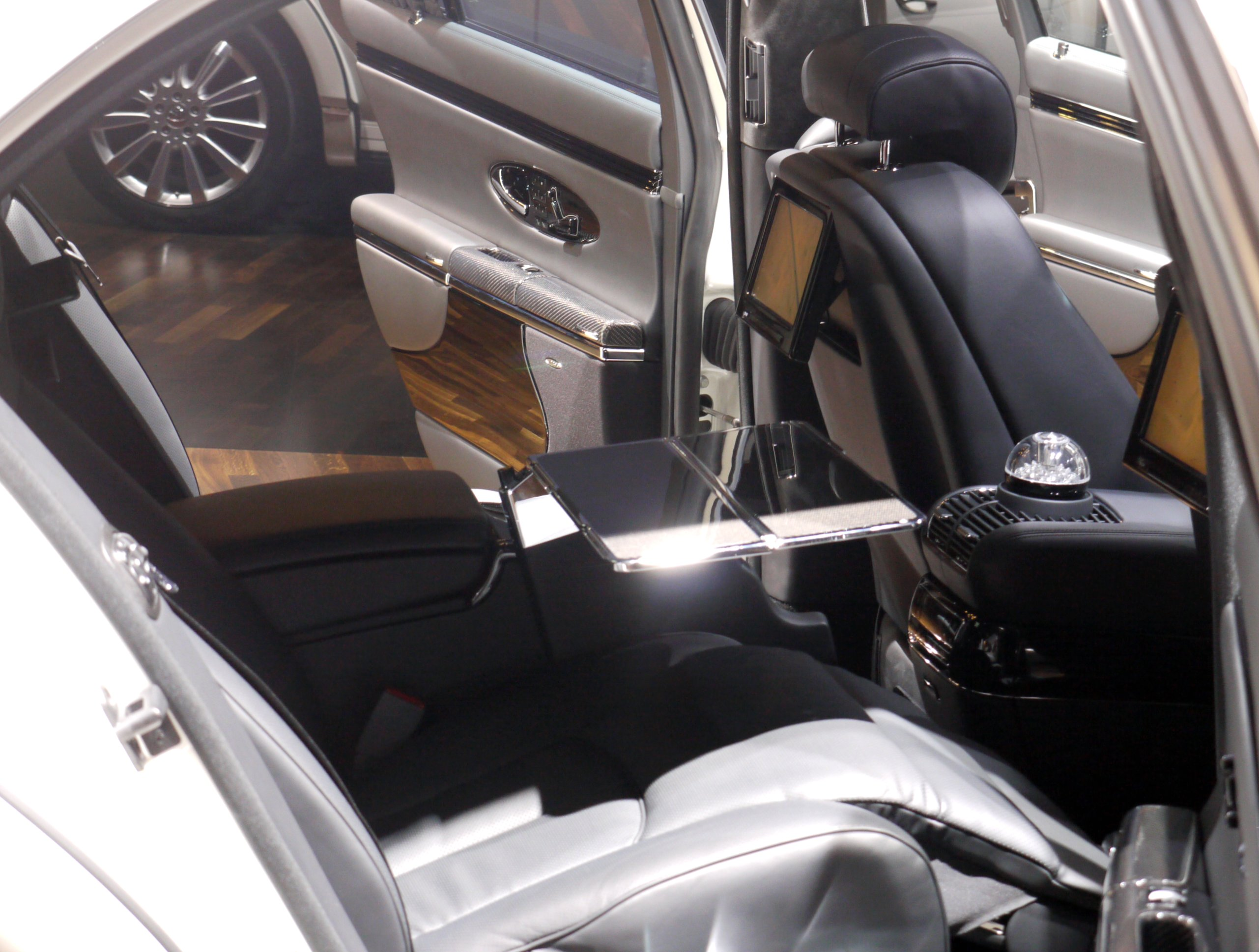
Interior do compartimento traseiro

### Maybach 57 e 62 "Zeppelin"

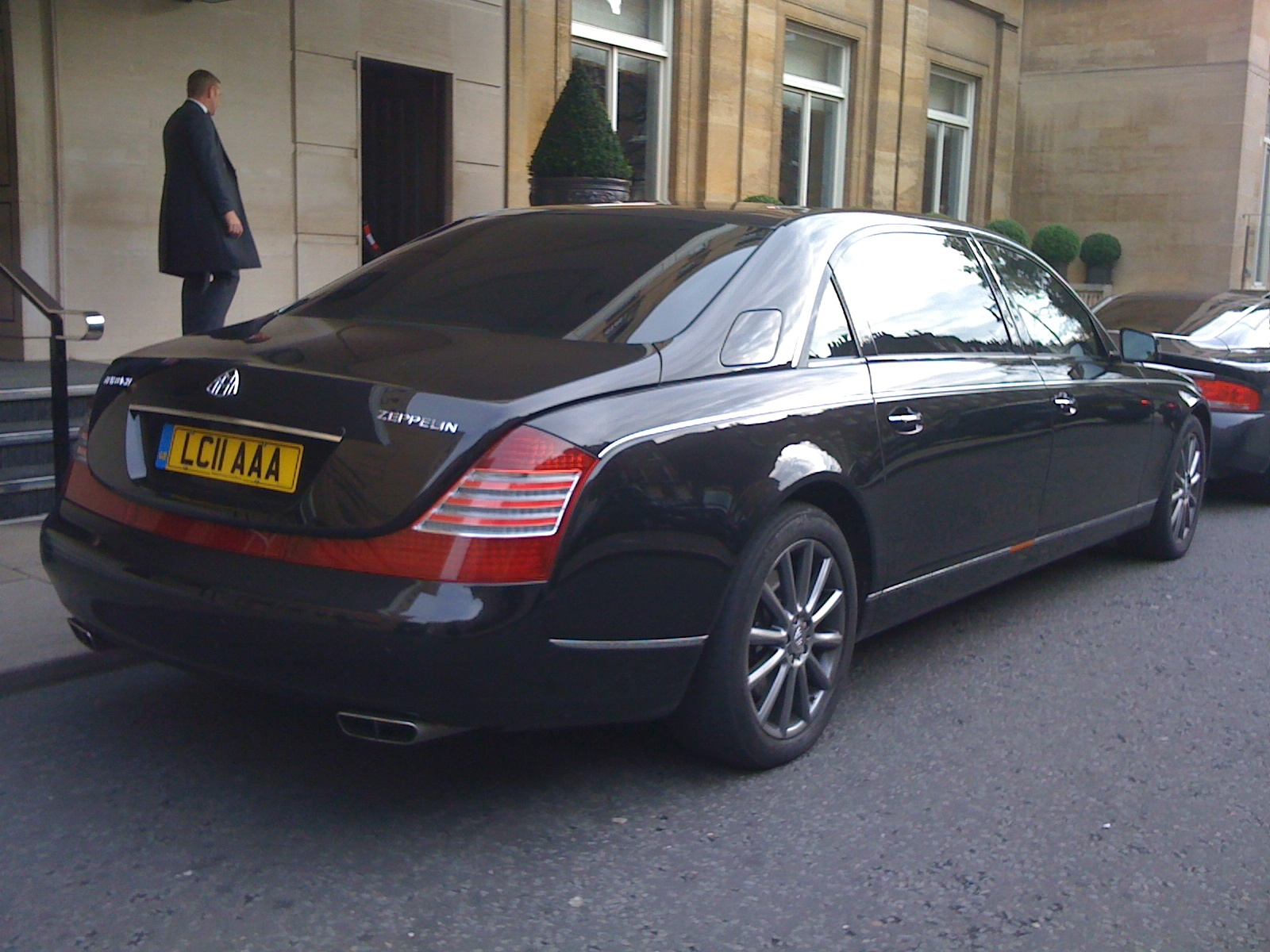
Maybach 62 Zepelim

Maybach revelou a placa de identificação "Zeppelin" no Salão Automóvel de Genebra de 2009 como um pacote de luxo adicional que poderia ser encomendado no Maybach 57 e 62. O nome "Zeppelin" foi usado para os modelos Maybach DS7 e DS8 do pré-guerra.
O conjunto inclui estofamento de couro especial na cor bege da Califórnia, com costuras pretas Stromboli, acabamentos em laca preta piano e taças de champanhe "Zeppelin" prateadas. Além das alterações internas, o exterior apresenta rodas exclusivas cromadas de 20 polegadas e lanternas traseiras de tonalidade vermelho-escura. O motor utilizado é o padrão 6.0-L V12 Twin-Turbo, que supera as versões S. A inscrição "ZEPPELIN" também é incorporada no ornamento triangular no capô do Maybach.

### Maybach 62
O Maybach 62 oferecia como padrão uma gama de recursos, tais como bancos traseiros totalmente reclináveis, controle de temperatura Maybach de quatro zonas, vidros escurecidos, vidro laminado refletor de infravermelho em todas as direções, suspensão pneumática de controle duplo AirMATIC, instrumentos de exibição no forro do teto traseiro (mostrando velocidade, tempo e temperatura externa), mesas traseiras dobráveis (lado esquerdo e direito), e um sistema de som BOSE Surround Everywhere com 21 alto-falantes, além de um compartimento refrigerado. O Maybach 62 também incluía uma variedade de recursos adicionais, como o Cockpit Management and Navigation System (COMAND), que compreendia navegação em DVD, trocador de CD nos bancos traseiros, DVD players e sintonizadores de TV dianteiros e traseiros. Também estava equipado com duas telas de TV LCD traseiras, acompanhadas de controle remoto e dois conjuntos de fones de ouvido, além de portas com fechamento automático.

### Maybach 62 S

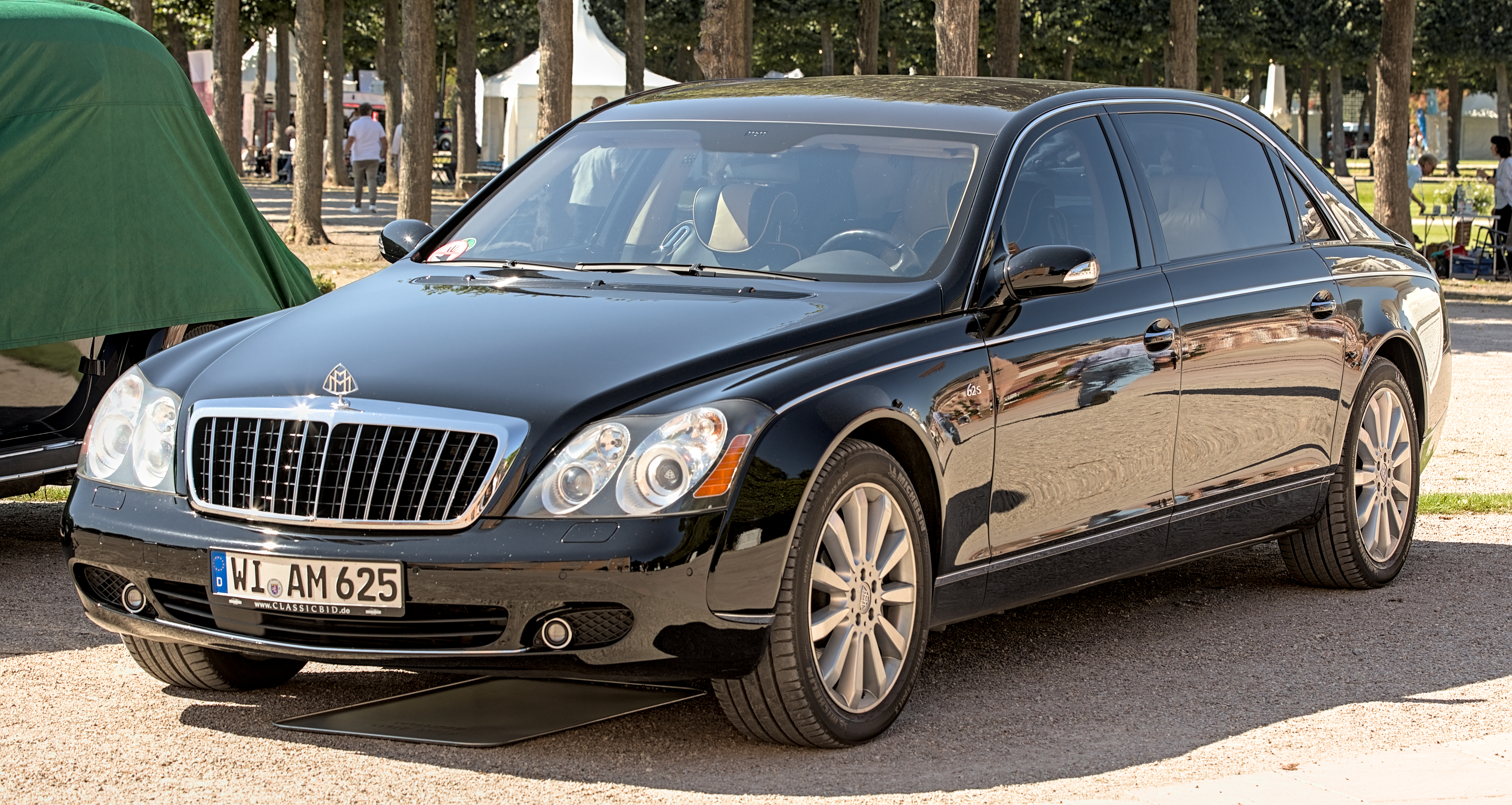
Maybach 62 S

O Maybach 62 S (Spezial) foi apresentado em novembro de 2006 na exposição Auto China 2006 em Pequim. Ele compartilha o mesmo motor do modelo 57 S, um V12 biturbo fabricado pela Mercedes-Benz AMG. No entanto, a configuração da suspensão permanece inalterada. Foram fabricadas 236 unidades do ano modelo 2010.
Em 26 de fevereiro de 2019, o presidente norte-coreano Kim Jong-un visitou o Vietnã, trazendo consigo seus carros, que incluíam um Maybach 62 S e um Mercedes S600 Pullman Guard.

### Maybach 62 Landaulet

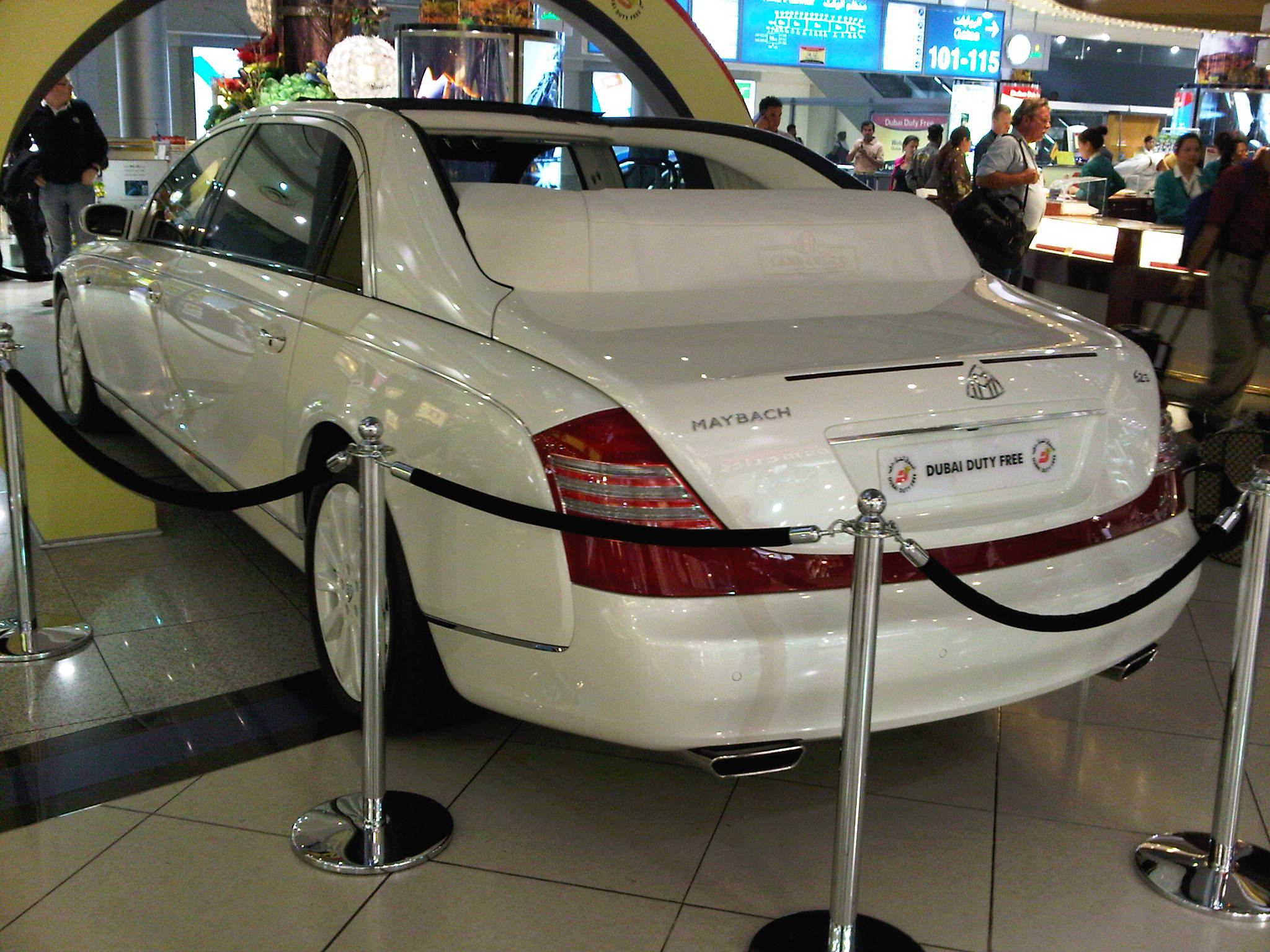
Maybach 62 Landaulet no Aeroporto Internacional de Dubai em 2010

O Maybach 62 Landaulet, derivado do Maybach 62S, ressuscita o clássico estilo de carroceria conhecido como landaulet, popular nas décadas de 1920 e 30. Equipado com o poderoso motor biturbo V12 do modelo 62S, os bancos dianteiros do Landaulet são completamente fechados e isolados do habitáculo traseiro por meio de uma janela divisória elétrica; a opacidade dessa partição pode ser controlada eletronicamente.
Um teto deslizante macio permite que os passageiros do banco traseiro desfrutem do sol no conforto de seus assentos. A área do motorista apresenta acabamento em couro preto, enquanto a parte traseira é branca, com detalhes em granito preto salpicados de dourado e acabamento preto piano.

### Maybach 57S Cruisero Coupé da Xenatec

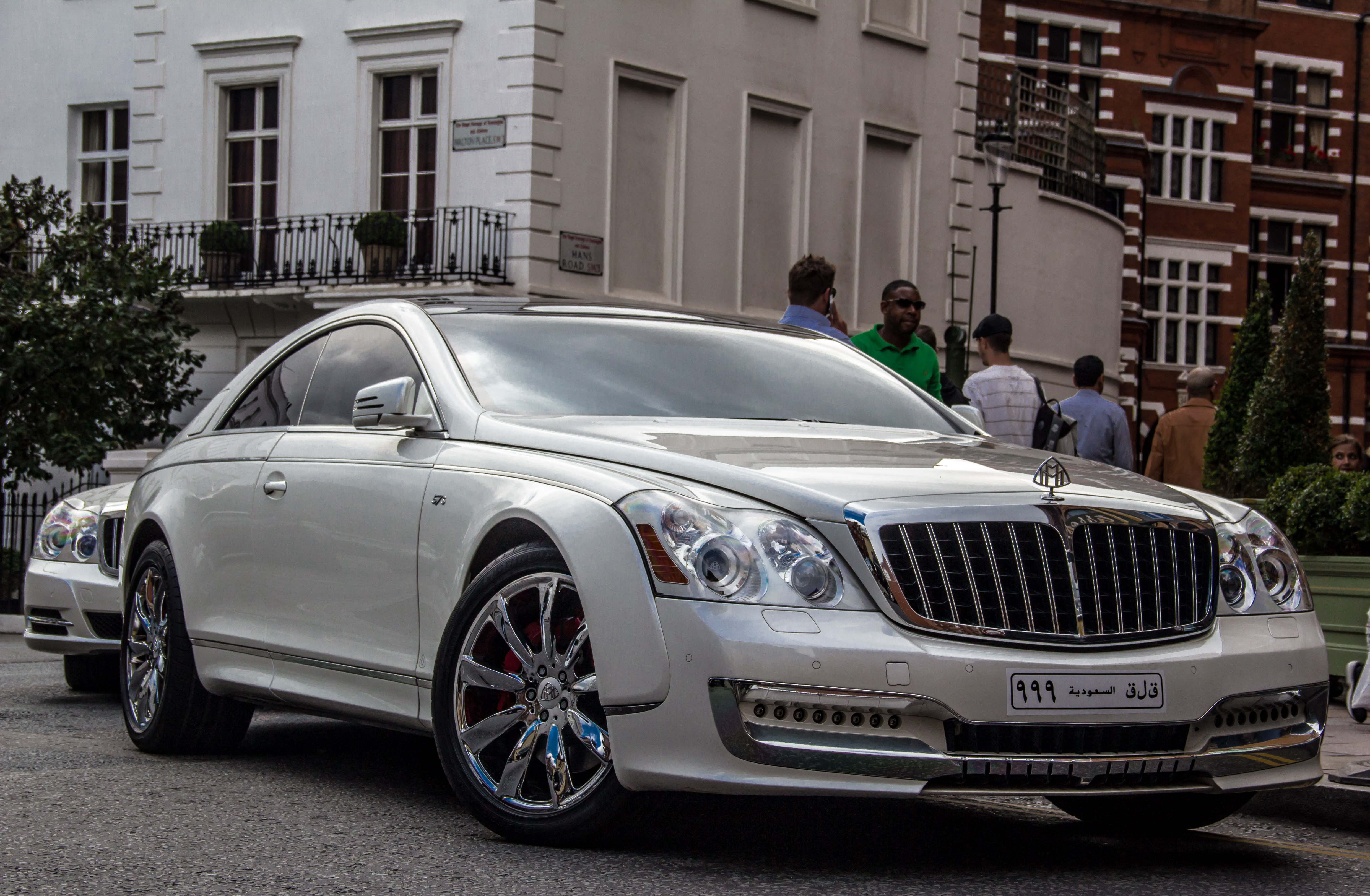
Maybach 57S Cruisero Coupé da Xenatec

Em 2010, a fabricante de carrocerias alemã Xenatec apresentou o Maybach 57S Cruisero, uma conversão de 2 portas do Maybach 57S. O Cruisero mantém o mesmo comprimento, distância entre eixos e motor AMG V12 do 57S no qual é baseado, tornando-o o carro de 2 portas mais longo que não pertence à década de 1970. Relata-se que o veículo recebeu aprovação da Daimler e foi projetado conforme os mesmos padrões dos demais Maybachs. Apenas 8 carros foram produzidos antes da Xenatec declarar falência. O quarto carro Cruisero (identificado na soleira da porta), originalmente encomendado por Muammar Gaddafi, foi colocado à venda no início de 2021 na Holanda.

## Vendas
| Ano civil | Vendas nos EUA | Ano civil | Vendas nos EUA |
| --------- | -------------- | --------- | -------------- |
| 2003      | 166            | 2009      | 66             |
| 2004      | 244            | 2010      | 63             |
| 2005      | 152            | 2011      | 39             |
| 2006      | 146            | 2012      | 50             |
| 2007      | 156            | 2013      | 6              |
| 2008      | 119            |           |                |

Inicialmente, a Daimler-Chrysler tinha previsto vendas anuais de 2.000 unidades globalmente, com 50% delas provenientes dos Estados Unidos; no entanto, essas expectativas otimistas de vendas nunca foram realizadas. Em 2007, a Mercedes readquiriu 29 concessionárias nos EUA, reduzindo o total de 71 para 42.

## Cessação de 2013
Diante das baixas expectativas de vendas e do impacto significativo da crise financeira de 2008, a Daimler AG iniciou uma revisão abrangente de toda a divisão Maybach. Isso incluiu discussões com a Aston Martin para colaboração no design e estilo da próxima geração de modelos Maybach, em conjunto com a próxima geração de modelos Lagonda.
No entanto, em 25 de novembro de 2011, a Daimler anunciou a interrupção das vendas de todos os modelos Maybach e o encerramento da marca em 2013. Antes do anúncio, apenas 3.000 veículos Maybach haviam sido vendidos, resultando em perdas estimadas de 330.000 euros por cada carro comercializado. Apesar de inicialmente planejada para encerrar a produção no meio de 2013, as vendas muito lentas levaram a Daimler a encerrar a produção mais cedo, e o último carro deixou a linha de produção em Sindelfingen em 17 de dezembro de 2012.
A linha foi substituída pelos modelos Mercedes-Benz Classe S Pullman. Um executivo afirmou a um jornal de Frankfurt que a Daimler "chegou à conclusão de que as perspectivas de vendas da marca Mercedes eram melhores do que as de Maybach".